# Gea de Albarracín
Gea de Albarracín is een gemeente in de Spaanse provincie Teruel in de regio Aragón met een oppervlakte van 57,50 km². Gea de Albarracín telt 374 inwoners (1 januari 2016).